# Eurymerodesmus oliphantus
Eurymerodesmus oliphantus är en mångfotingart som beskrevs av Chamberlin 1942. Eurymerodesmus oliphantus ingår i släktet Eurymerodesmus och familjen Eurymerodesmidae. Inga underarter finns listade i Catalogue of Life.